# Мельник Онисим Петрович
Они́сим Петрович Ме́льник (нар. 30 березня 1923, Красноставка — пом. 12 вересня 1969, Київ) — український радянський письменник.

## З життєпису
У 1940 році вступив до Київського педагогічного інституту.
Під час Другої світової війни був кореспондентом фронтової преси. Після завершення війни повернувся до інституту, який закінчив у 1946 році.
В тому ж році почав друкуватися.
Працював у газеті «Прикарпатська правда». Обіймав посаду відповідального секретаря газети «Молодь України».
Член СП СРСР з 1962 року.
У вересні 1968 року при гоніннях на Віктора Некрасова заявив, що В'ячеслав Чорновіл «махровий націоналіст»[джерело?], чим прилучився до подальших переслідувань обидвох.

## Твори
- «Не щеми, серце» (роман, 1965)
- «Гуцули сходять з гір» (поетична збірка, «Радянський письменник», 1956)
- «Уклін тобі, земле!» (поетична збірка, 1959, те ж видавництво)
- «Про що думаєш, сину?» (1963)
- «Четверта не загине» (повість, 1970)
- «Ми зросли на вітрах» (поетична збірка, 1961)
- «Коли побратаємося» (нарис, 1962)